# Louis-Bernard Fischer
Louis-Bernard Fischer (* 3. April 1810 in Villenave-d’Ornon; † 19. August 1873 in Bordeaux)  war Gartenbauer, Landschaftsgestalter, Gärtner und Architekt. Er ist für die Gestaltung mehrerer, zum Teil heute noch sichtbarer Gartenanlagen im Bordelais verantwortlich. Als sein prominentestes Werk gilt der Jardin Public in Bordeaux (▼).

## Familie

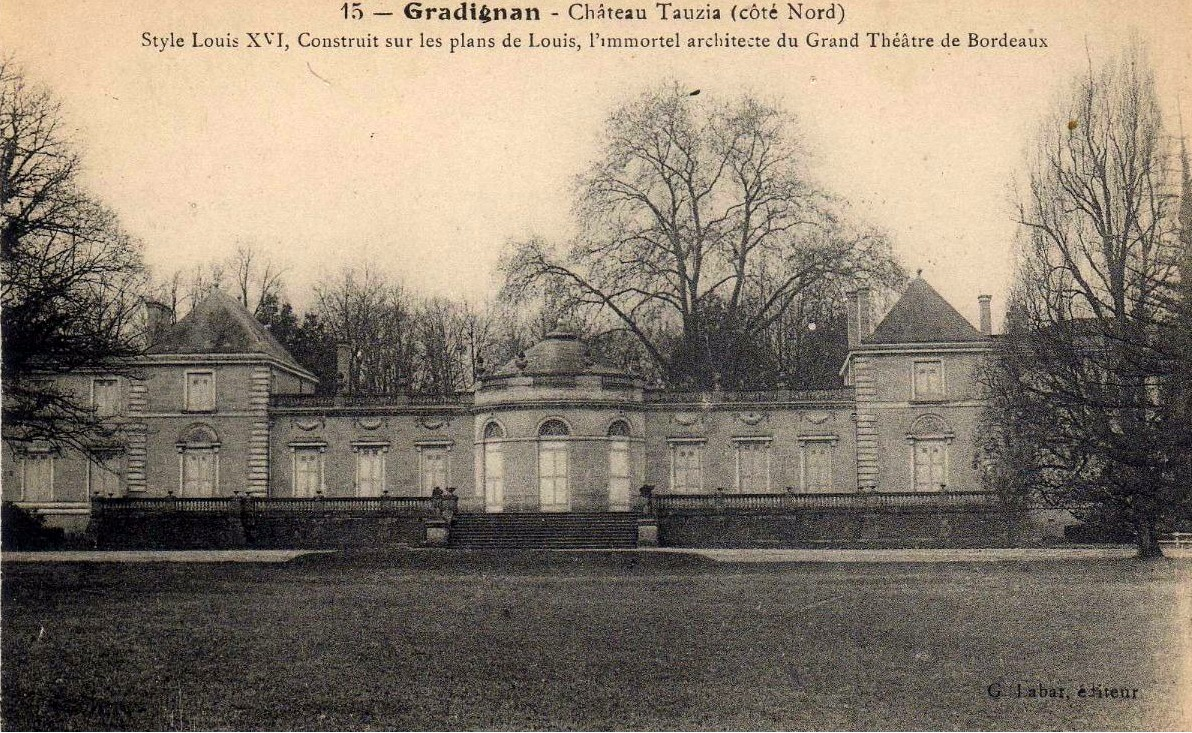
Château de Tauzia, Anfang 20. Jahrhundert

Louis-Bernards Vater Christof Albert war spätestens 1801 nach Frankreich eingewandert und heiratete 1807 in Léognan ein Dienstmädchen aus dem Cantal, mit der er sieben Kinder bekommen sollte. Er war Gärtner und stammte aus Birkenfeld in Unterfranken. Fischer war einer der Repräsentanten aus deutscher Provenienz an der Gironde. Das Département war bei Einwanderern aus Deutschland sehr beliebt und stand an Platz 8 im Ranking aller französischer Départements. Weiter vorn lagen nur die beiden Elsässischen und die von Paris. Die Zuzügler waren einer Untersuchung zufolge vor allem Händler, Kaufleute, Reeder und einige Handwerker, die die Funktion des Seehafens von Bordeaux und die Weinkultur als bedeutend genug einschätzten, um ihren Lebensmittelpunkt zu verändern. In den 55 Jahren zwischen Mai 1816 und Mai 1871 kamen davon 6 Prozent aus Bayern, von denen jedoch nur 3 als Franzosen eingebürgert wurden.
Den Auftrag für die öffentlichen Gärten der Stadt Bordeaux erhielt Fischer über seinen Partner und Freund Jean-Alphonse Escarpit (1829–1899), gleichfalls Landschaftsarchitekt. Weiterhin sind mehrere Dutzend Englische Parks im Bordelais von ihm konzipiert oder werden ihm zugeschrieben, in Bordeaux das Château Les Carmes Haut-Brion südwestlich der Innenstadt (▼), Château Cantemerle wenige Kilometer südlich von Macau (▼), im Auftrag des schwedischen Kaufmanns und Generalkonsuls Gustave Petersen Château de Tauzia in Gradignan (▼) oder auch Schloss Filhot in Sauternes (▼).
Fischer starb ohne Erben. Sein einziger Gläubiger war der Baumschulbesitzer Jean-Pierre Borderie, mit dem Fischer eng zusammengearbeitet hatte. Aus dem Nachlass erhielt dieser fast 8000 FF für Lieferverbindlichkeiten. Es existierte ein Testament, dass sich bei dem Notar Rambaud in Bordeaux befand und das über die Besitzstände Fischers Auskunft geben könnte. So wertvoll sein Lebenswerk für die Bordelaiser Bourgeoisie und das kulturelle Erbe der Region auch war, fanden Historiker bisher kein Interesse an seinen Lebensumständen, obwohl er ein hochstehender Repräsentant der deutschstämmigen Gemeinschaft sowie der wirtschaftlichen und sozialen Kultur war.